# STAD Radio Amsterdam
STAD Radio Amsterdam (1974 - 1989, STAD staat voor Stichting Amsterdamse Draadloze omroep), ook wel bekend als Radio STAD, was een publieke radiozender in de Nederlandse hoofdstad Amsterdam. In 1989 is het station opgegaan in RTV Noord-Holland.
STAD Radio Amsterdam begon haar werk in een uiterst roerige periode. De rellen rond de aanleg van de metro werden gevolgd door de stadsvernieuwing, de strijd tegen de leegstand van woningen en de bloei van de kraakbeweging. STAD poogde in deze enerverende omgeving de afstand tussen medium en burger te verkleinen.
Het station was bekend (en berucht) vanwege de dunne grens tussen haar journalistiek en het actiewezen. De zender deed uitbundig verslag van ontruimingen van kraakpanden en andere rellen. Sterverslaggevers "aan het front" waren Stan van Houcke en Thijs Lieffering. Op 30 april 1980 verzorgde STAD samen met de VARA een thema-uitzending over de inhuldiging van koningin Beatrix. Presentatrice Hanneke Groenteman begon deze uitzending als volgt: "Het is fantastisch weer hier in Amsterdam. Weer om te kraken, weer om te demonstreren, ik vind het rottig weer om te kronen."

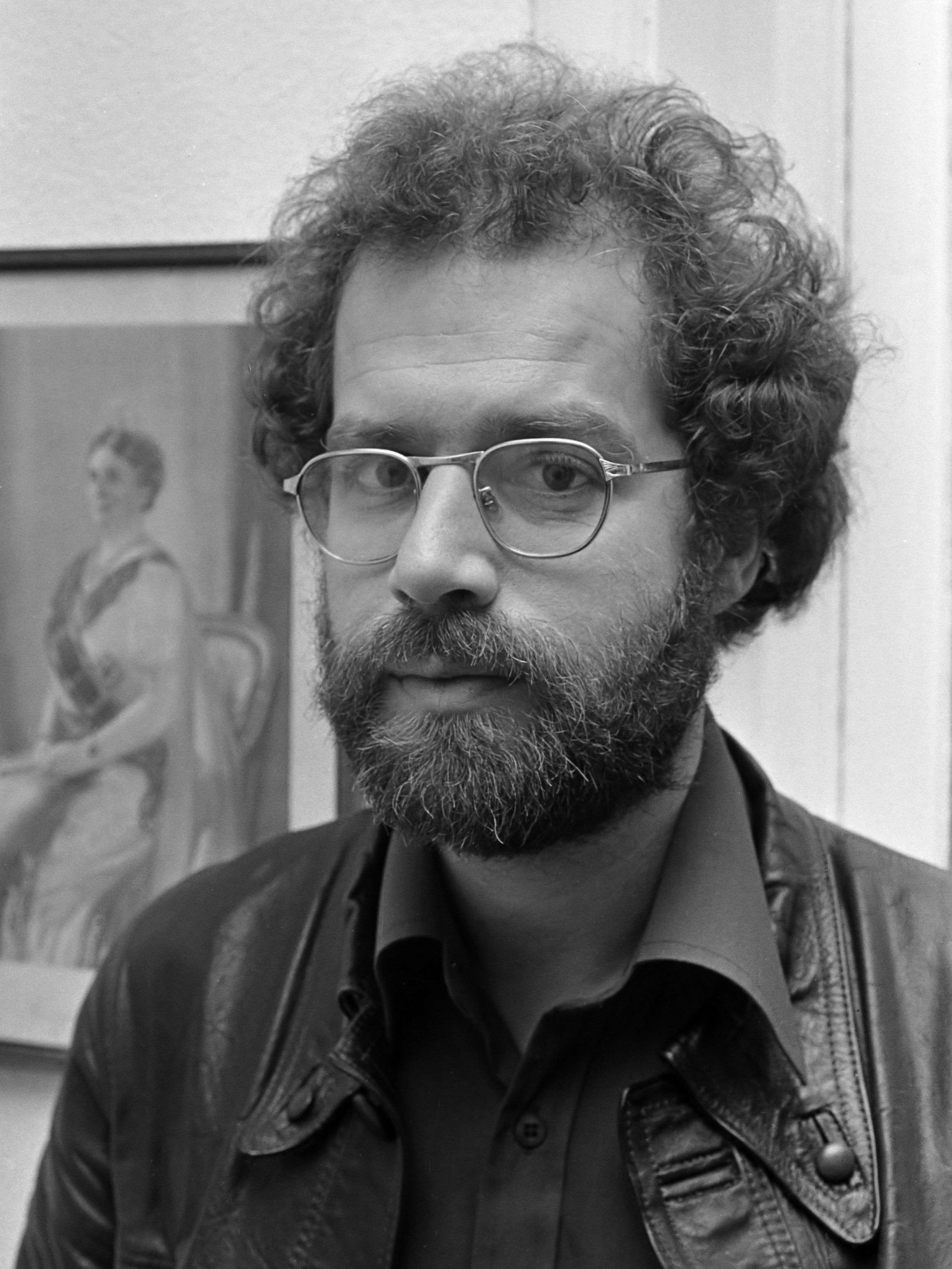
Leo Jacobs (1975)

Veel later bekende programmamakers hadden bij Radio STAD een vaste rubriek. Peter van Ingen presenteerde zijn Klaaglijn, Hans van den Boom had een opera-programma, Heikelien Verrijn Stuart nam deel aan het wekelijkse Journalistenforum, Frits Visser bedacht en presenteerde meerdere programma's op het gebied van human interest en kunst en cultuur en ook Margreet Dolman (Paul Haenen) maakte wekelijks haar opwachting. Jan Mom en Twan Huys zijn hun carrière bij STAD Radio begonnen. Ook Jan Carmiggelt, Henk Kool, Gerdy Nijman, Margreet Vermeulen, Simon van de Ben, Henk Burger en vele anderen begonnen hun carrière bij Radio Stad. Hoofdredacteur was Leo Jacobs. Het merendeel van de nieuwslezers is in dit decennium te horen/zien bij de landelijke omroepen. Het station was tevens een van de weinige regionale radiostations dat meedraaide in de airplaylijst en samenstelling van de nationale hitparades, zoals de Top100 en Top40.